# Penthiopyrad
Penthiopyrad (ISO-naam) is een chemische verbinding uit de groep van carbonzuuramiden die gebruikt wordt als fungicide.
Penthiopyrad is een racemisch mengsel van R- en S-enantiomeren. In zuivere toestand is het een wit poeder. Het wordt verkocht als een geconcentreerde suspensie of emulsifieerbaar concentraat met 200 g/l van het actieve middel.

## Toepassing
Het wordt gebruikt voor de bestrijding van pathogene schimmels als schurft (Venturia inaequalis) op appels en peren, grauwe schimmel (Botrytis cinerea) en sclerotiënrot (Sclerotinia sclerotiorum) op tomaten, aubergines en komkommers, en blad- en aarziekten op graangewassen.

## Werking
De werking van penthiopyrad verschilt van die van de meeste commerciële fungicides. Ze berust op de inhibitie van het enzymcomplex succinaatdehydrogenase of Complex II, dat deel uitmaakt van de mitochondriale ademhalingsketen. Het gevolg is dat de cellulaire stofwisseling verstoord wordt; de schimmel kan geen energie in de vorm van ATP meer produceren.

## Ontwikkeling en regelgeving
Penthiopyrad is vanaf het begin van de jaren 2000 ontwikkeld bij het Japanse Mitsui Chemicals, sedert 2007 in samenwerking met duPont. DuPont heeft de licentie om het product in Noord-Amerika te verkopen onder de merknamen Fontelis en Vertisan. Het Amerikaanse EPA registreerde het middel in maart 2012.
In de Europese Unie is penthiopyrad begin 2013 nog niet toegelaten. De aanvraag tot toelating gebeurde in 2010 in het Verenigd Koninkrijk en begin 2013 publiceerde de Europese Autoriteit voor voedselveiligheid de resultaten van de peer review van de stof.

## Eigenschappen
Penthiopyrad heeft een lage acute toxiciteit voor zoogdieren. Het is niet genotoxisch maar op basis van dierproeven is het een mogelijk kankerverwekkende stof. Penthiopyrad is toxisch voor vissen. Voor andere organismen (vogels, bijen, aardwormen...) wordt het risico laag ingeschat.